# Czerwona gorączka
Czerwona gorączka – zbiór jedenastu opowiadań autorstwa Andrzeja Pilipiuka. Jest to drugi tom opowiadań tego autora, i jako taki, tom drugi cyklu Światy Pilipiuka.
Tom składa się z następujących opowiadań: Czerwona Gorączka, Grucha, Błękitny Trąd, Silnik z Łomży, Zeppelin L59/2, Wujaszek Igor, Po drugiej stronie, Gdzie diabeł mówi dobranoc, Piórko w żywopłocie, Operacja Szynka, Samolot von Ribbentropa. Niektóre z nich publikowane były wcześniej. Opowiadania zawarte w tym tomie nie są ze sobą fabularnie połączone, choć niektóre z nich nawiązują do wątków z poprzedniego zbioru opowiadań tego samego autora pt. 2586 kroków.
Książka doczekała się szeregu recenzji w roku swojego wydania, które były ogólnie pozytywne, aczkolwiek wśród recenzentów nie było zgodności co do oceny poszczególnych opowiadań. Tytułowe opowiadanie, choć spotkało się z raczej mieszanymi opiniami, doczekało się adaptacji teatralnej (2020) i telewizyjnej (2021).

## Fabuła
W Czerwonej gorączce głównym bohaterem jest doktor Paweł Skórzewski, występujących w dwóch opowiadaniach zbioru 2586 kroków. Akcja toczy się rewolucji październikowej, w porewolucyjnym, pozostającym pod komunistycznymi rządami Piotrogrodzie, gdzie Skórzewski spotyka się z Feliksem Dzierżyńskim, szuka seryjnego mordercy, a także bada tytułową „czerwoną gorączkę”, związaną z hipotezą chorobowego pochodzenia wydarzeń rewolucyjnych.
Samolot von Ribbentropa rozgrywa się w realiach tej samej historii alternatywnej co Atomowa ruletka z poprzedniego tomu. Opowiadanie przedstawia Polskę będąca mocarstwem światowym, zwycięzcą II wojny światowej i krajem odpowiedzialnym za atomowe bombardowanie Berlina w jej trakcie. Jego bohaterem jest dziennikarz śledczy badający okoliczności przechwycenia tytułowego samolotu.
Opowiadanie Gdzie diabeł mówi dobranoc przedstawia opis Europy (w tym Polski), kontrolowanej przez islamistów (Polska to szejkanat Lechistan), co opisuje wizytująca ten kraj dwójka amerykańskich biznesmenów.
Zeppelin L59/2 łączy motyw zawirowań czasowych (światów równoległych i historii alternatywnych) z podróżą do Afryki odrestaurowanym sterowcem z polsko-niemiecką załogą (potomkami dawnej załogi statku).
Wujaszek Igor to historia maszynisty – byłego łagrowca-sybiraka – i ambitnego ubeka, w roku 1953, badających zjawisko pociągu-widma „siejącego postrach wśród komunistycznych oficjeli powojennej Polski”. Pociąg ten przewozi trumnę Piłsudskiego, którego duch, przywołany, pojawia się też w opowiadaniu.
Po drugiej stronie to historia kolekcjonera staroci, który istnieje w dwóch równoległych światach.
W Piórku w żywopłocie pojawiają się obcy, których działalność na Ziemi zajmuje się agent CIA polskiego pochodzenia, badający zjawisko pojawiających się czasowo „enklaw” innej rzeczywistości. Opowiadanie napisane jest dwutorowo, opisując dzieciństwo bohatera i jego współczesne przygody.
Bohaterem Operacji »Szynka« jest archeolog Tomasz Olszakowski i jego podróż w czasie „by uratować święta Bożego Narodzenia i przy okazji załatać dziurę budżetową” (czyli by przerobić mamuty na szynkę...).
Silnik z Łomży to humoreska o reporterze brukowej gazety badającym niewyjaśnione zjawiska, według niektórych recenzentów inspirowana podobną twórczością Konrada T. Lewandowskiego.
Błękitny trąd to nietypowe dla autora fantasy, w którym występują krasnoludy, a bohaterami są skazańcy badający tajemniczą epidemię i ludobójczy spisek.
Grucha jest satyrą o niesprawiedliwościach systemu edukacyjnego.

## Odbiór
Książkę pozytywnie zrecenzował Jarosław Machura dla portalu Histmag. Recenzent bombastycznie napisał, że „Nie ma chyba osoby, która nie znałaby twórczości Pilipiuka, piewcy polskości w jak najbardziej patriotycznym aspekcie”. Za najlepsze opowiadanie w zbiorze recenzent uznał Samolot von Ribbentropa, pisząc, że przedstawia ono „to, o czym każdy z nas Polaków skrycie marzy – państwo silne militarnie i gospodarczo, mające wielkie znaczenie w świecie, którego boi się nawet potężna ojczyzna wujaszka Sama”. Za jedno z lepszych opowiadań recenzent uważa też Po drugiej stronie (którego współautorką jest żona Pilipiuka). Za temat przewodni opowiadania Gdzie diabeł mówi dobranoc uznał „wiarę i religię”. chwaląc je też za „świetną puentę”. Recenzent skrytykował jednak tekst Piórko w żywopłocie jako „tekst ze słabo wykorzystanym pomysłem”. Zauważył też, że autor często „ukazuje swoje przekonania i poglądy na temat istniejącej władzy” w sposób „momentami zbyt nachalnie eksponowany”.
Dla fanizinu „Esensja” zbiór zrecenzował Michał Kubalski. Ocenił antologię pozytywnie (jako „tom pełen niezłych czytadeł, lekturę, która nie znudzi, a może zająć i rozbawić”), krytycznie się odnosząc jednak do „recyklingu literackiego”, zauważając, że Pilipiuk powtarza liczne motywy, a nawet scenki, które wykorzystał w innych utworach. Za słabe opowiadanie uznał Zeppelin L59/2 pisząc, że „kończy się niespodziewanie i bez większego sensu, a nagłe zmiany w fabule pod sam jej koniec wprowadzają jedynie czytelnika w konfuzję”. Podobnie skrytykował Piórko w żywopłocie, które według niego „zawiera ciekawy, ale niewykorzystany pomysł”. Recenzent skrytykował również opowiadanie Gdzie diabeł mówi dobranoc, pisząc, że przedstawiony w nim świat jest jednak „nie do końca przekonujący... [Polska] wygląda właściwie jak Maroko, a Polaków właściwie brak”, i Samolot von Ribbentropa, jako „hurraoptymistyczne” odreagowanie narodowych kompleksów, a przedstawione tam polskie mocarstwo porównał do „faszystów z „Żołnierzy kosmosu”, którym kibicujemy, bo nasi, chociaż zbyt mili to oni nie są”. Wątek opowiadania Błękitny trąd uznał za zaskakująco inspirowane podobnym elementem komiksu „Thorgal”. Operację »Szynka« ocenił jako nierealistyczne, ale zabawne. Za najlepsze opowiadanie ze zbioru uznał natomiast Wujaszka Igora.
Piotr Brewczyński i Michał Smętek zrecenzowali antologię dla portalu Poltergeist. Brewczyński ocenił książkę pozytywnie jako „zbiór opowiadań z zasadzie równych i ciekawych”. Za najgorsze opowiadanie uznał tytułową Czerwoną gorączkę, które opisał jako „najbardziej naciągane” i „grzeszące naiwnością”; skrytykował też Gruchę jako „okrutnie przewidywalną” i „nie najwyższych lotów”. Pochwalil Zeppelin L-59/2 jako „niezwykle klimatyczne”. Za najlepsze w zbiorze uznał opowiadanie Po drugiej stronie, chwaląc je jako „wyśmienite”, „zaskakujące”, a także, „wstrząsające”. Pozytywnie odebrał też Samolot von Ribbentropa („historia niezwykle interesującego śledztwa dziennikarskiego, którą od początku do końca śledzi się z zapartym tchem”). Smętek ocenił tom jako „dobrą, rzemieślniczą robotę, pozbawioną jednak większego polotu”, zawierający trzy słabe i osiem dobrych opowiadań. Do słabych zaliczył Piórko w żywopłocie („nudnawe opowiadanko, z którego niewiele wynika”), Gruchę („potwornie naciągana fabułę, drętwe dialogi oraz wyjątkową tendencyjność”) i tytułową Czerwoną gorączkę. W tym ostatnim pochwalił „pilipiukową teorię na temat przyczyny zwycięstwa rewolucji komunistycznej”, ale stwierdził, że „w porównaniu z innymi opowieściami z Pawłem Skórzewskim w roli głównej jest zwykłą popłuczyną”. Pozytywnie ocenił Silnik z Łomży i Operację »Szynka« (zabawna krytyka rzeczywistości), Zeppelin L-59/2 i Wujaszek Igor (trzymające w napięciu historiami z elementami horroru – aczkolwiek to pierwsze skrytykował za brak dobrego pomysłu na zakończenie), Gdzie diabeł mówi dobranoc („całkiem ciekawa koncepcja przyszłych losów naszego kraju i świata”), Po drugiej stronie (chwaląc je za „nader zaskakujące zakończenie”) i Samolot von Ribbentropa („poznawanie losów tegoż alternatywnego świata, przy jednoczesnym wyszukiwaniu nawiązań do naszej rzeczywistości, stanowi samą przyjemność”).
Krzysztof Księski dla portalu Paradoks ocenił tom pozytywnie („bardzo dobry zbiór opowiadań”, bez słabych tekstów – aczkolwiek z kilkoma „średnimi”), pisząc też że „Autor prezentuje swoje przemyślenia dotyczące naszej rzeczywistości.... Jednocześnie zwraca uwagę na bogactwo kulturowe, jakim charakteryzowała się Polska w okresie międzywojennym”. Za najsłabsze opowiadanie ze zbioru (choć mimo wszystko „niezłe”) opowiadanie uznał Gruchę („Pointa zabawna i nieco nostalgiczna, ale dla mnie nieprzekonująca”) i „Piórko w żywopłocie” („opowiadanie jest ciekawe [ale] zakończenie zawodzi... napisane na siłę”). Do najlepszych zaliczył Zeppelin L59/2 („rozwój fabuły jest niezwykle intrygujący, zaś rozwiązanie zaskakujące”). Pozytywnie odniósł się też do Po drugiej stronie, pisząc, że „napisane jest bardzo starannie, zaś równoległa narracja męża i zony wydają się być delikatnym dialogiem zakochanych”. Pochwalił tytułową Czerwoną gorączkę za „bardzo ciekawą koncepcję”, Błękitny trąd (za „dość zaskakującą pointę”), Silnik z Łomży (za tematykę „słowiańskich wynalazków i „zakończenie [które] zaskakuje i jest sympatyczne”), Wujaszek Igor („wciągająca opowieść”) i Samolot von Ribbentropa („Sprawnie napisane”). Opisując Gdzie diabeł mówi dobranoc, określił je jako „dystopijną, ponurą wizję świata opanowanego przez radykalny fundamentalizm islamski”, inspirowaną obecnymi problemami Europy. W Operacji »Szynka« recenzent zauważył krytykę systemu politycznego, zarówno ery PRL-u, jak i dzisiejszego, ukazującym pogląd autora, że każda „władza – czarna czy czerwona... ma społeczeństwo za nic”. Na koniec recenzent pochwalił też „atrakcyjne wydanie zbioru” („Znakomita oprawa, poprószone czerwonym tuszem strony oraz czerwień pieczątek”).
Adam Szymonowicz w recenzji dla portalu Katedra ocenił antologię jako w miarę udaną mieszankę raczej dobrych utworów, choć pozbawioną „mocnego punktu – opowiadania, które stałoby się symbolem, znakiem rozpoznawczym antologii”, zwłaszcza że recenzent skrytykował tytułową Czerwoną gorączkę jako jedno ze słabszych opowiadań w zbiorze z powodu zawodzące „łatwo przewidywalną intrygą” oraz Piórko w żywopłocie („mało ciekawe”). Do innych słabszych opowiadań zbioru zaliczył Błękitny trąd („przeciętna historyjka niewnosząca nic nowego do gatunku”) i Gruchę, to ostatnie według recenzenta, niesprawiedliwie generalizujące i krytykujące zawód nauczyciela. Silnik z Łomży opisał jako „satyrę na dzisiejsze tabloidy”. Recenzent pochwalił Po drugiej stronie („subtelna i delikatna opowieść o miłości i zawiłościach ludzkiego losu”), Gdzie diabeł mówi dobranoc („ciekawa mieszanka... wizja opanowanej przez Islam Europy niczym z twórczości Rafała A. Ziemkiewicza a napisana stylem Marcina Wolskiego”) i Samolot von Ribbentropa („wizja naszej ojczyzny jako światowego mocarstwa, z którym boi się zadrzeć nawet Wuj Sam bardzo przypadła mi do gustu”).
Książkę zrecenzował też Paweł Dunin-Wąsowicz w czasopiśmie Lampa. Recenzent pochwalił opowiadania autora za „oryginalne koncepty i historyczną pasję”. Ocenił poziom tomu jako „nierówny”, krytycznie pisząc m.in. o opowiadaniu Grucha i Po drugiej stronie jako „napisanych lewą ręką”. Pochwalił za to Gdzie diabeł mówi dobranoc, zaliczając je do gatunku political fiction. Do lepszych opowiadań zaliczył też Piórko w żywopłocie (gdzie pochwalił „sugestywny opis warszawskiej Pragi”) i Silnik z Łomży (nazywając je humoreską o rezolutnym reporterze brukowej gazety). Recenzent krytycznie odniósł się do warsztatu językowego autora, zwrócił też uwagę na „natrętny antykomunizm autora”, ale podkreślił oryginalną i udaną oprawę graficzną wydania, takie jak „faksymile podrobionych ruskich stempli” i „napylenie brzegów stron czerwonym proszkiem”.

## Adaptacje
W 2020 r. tytułowe opowiadanie doczekało się adaptacji teatralnej (reż. Michał Białecki i Piotr Zawadzki), a w 2021 r., ekranizacji telewizyjnej w TV Republika (reż. Krzysztof Prus),